# Rosalía Arteaga Serrano
Lupe Rosalía Arteaga Serrano (Cuenca, Equador, 5 de desembre de 1956) és una activista social, escriptora i política equatoriana, va exercir com a presidenta de l'Equador entre el 9 i l'11 de febrer del 1997. Va ser la primera dona presidenta i vicepresidenta constitucional de l'Equador.
Continua rebent una pensió vitalícia per part de govern equatorià de 48.690 dòlars americans anuals.